# 대한민국 민법 제767조
대한민국 민법 제767조는 친족의 정의에 대한 민법 가족법 조문이다. 2024년 9월 20일에 일부개정 및 공포되어 2025년 01월 31일에 시행되었다. 입양을 통하여 친생이 아닌 자녀도 혈족이 될 수 있으며
동성결혼 배우자, 이성결연 동반자, 의형제, 형제자매와 배우자의 형제자매의 자녀, 즉 조카는 친족이 아니다.

## 조문
제767조(친족의 정의) 배우자, 혈족 및 인척을 친족으로 한다.

第767條(親族의 定義) 配偶者, 血族 및 姻戚을 親族으로 한다.

## 관련 조문
변호사법 제36조(재판ㆍ수사기관 공무원의 사건 소개 금지) 재판기관이나 수사기관의 소속 공무원은 대통령령으로 정하는 자기가 근무하는 기관에서 취급 중인 법률사건이나 법률사무의 수임에 관하여 당사자 또는 그 밖의 관계인을 특정한 변호사나 그 사무직원에게 소개ㆍ알선 또는 유인하여서는 아니 된다. 다만, 사건 당사자나 사무 당사자가 「민법」 제767조에 따른 친족인 경우에는 그러하지 아니하다.

형사소송법 제17조 제2호 법관이 피고인 또는 피해자의 친족 또는 친족관계가 있었던 자인 때에는 직무집행에서 제척된다.

형사소송법 제25조(법원사무관등에 대한 제척ㆍ기피ㆍ회피) ①본장의 규정은 제17조제7호의 규정을 제한 외에는 법원서기관ㆍ법원사무관ㆍ법원주사 또는 법원주사보(이하 "법원사무관등"이라 한다)와 통역인에 준용한다.

공무원 행동강령 제14조(금품등의 수수 금지) ② 공무원은 직무와 관련하여 대가성 여부를 불문하고 제1항에서 정한 금액 이하의 금품등을 받거나 요구 또는 약속해서는 아니 된다.
4. 공무원의 친족(「민법」 제777조에 따른 친족을 말한다)이 제공하는 금품등

공무원 행동강령 제17조(경조사의 통지 제한) 공무원은 직무관련자나 직무관련공무원에게 경조사를 알려서는 아니 된다. 다만, 다음 각 호의 어느 하나에 해당하는 경우에는 경조사를 알릴 수 있다. <개정 2018. 1. 16.>
1. 친족(「민법」 제767조에 따른 친족을 말한다)에게 알리는 경우

## 판례
- 친족상도례가 적용되는 친족의 범위는 민법의 규정에 의하여야 하는데, 민법 제767조는 배우자, 혈족 및 인척을 친족으로 하며 사돈은 제외된다.[5]

- 민법은 제767조에서 배우자, 혈족 및 인척을 친족으로 한다고 정의하는 한편, 제769조에서 혈족의 배우자, 배우자의 혈족, 배우자의 혈족의 배우자를 인척으로 규정함으로써, 혈족의 배우자의 혈족은 인척의 개념에서 제외하고 있는바, 이 사건 피해자는 피고인 또는 피해자 어느 쪽에서 보더라도 단지 혈족의 배우자의 혈족의 관계에 있을 뿐이어서, 피고인이 피해자와 인척관계에 있다고 볼 수 없음이 분명하고, 따라서 피고인에 대해서는 성폭법 제7조 제2항, 제3항이 적용될 여지가 없다 할 것이다.[6]

## 참고 문헌
- 오현수, 일본민법, 진원사, 2014. ISBN 978-89-6346-345-2
- 오세경, 대법전, 법전출판사, 2014 ISBN 978-89-262-1027-7
- 이준현, LOGOS 민법 조문판례집, 미래가치, 2015. ISBN 979-1-155-02086-9